# Combat 18
Combat 18 (C18) — британська праворадикальна організація, заснована представниками Blood and Honour у 1992 році. Спочатку утворена у Великій Британії, згодом з'явились представництва у інших країнах. Ідеологічно базується на ідеї безлідерного спротиву. Члени організації підозрюються у численних убивствах іммігрантів, осіб неєвропейської зовнішності, інших членів C18. Число 18 — це закодовані ініціали Адольфа Гітлера (Adolf Hitler): A та H — це 1 і 8 літери латинської абетки відповідно. Члени Combat 18 позбавлені можливості працювати в британській пенітенціарній службі та поліції.

## Історія
Combat 18 було засновано на початку 1992 року Чарлі Сарджентом. Невдовзі C18 привернула увагу всієї британської громадськості через акти насилля відносно іммігрантів, представників національних меншин, лівих. 1992 року організацією було засновано видання Redwatch, у якому містились фотографії, імена та адреси політичних опонентів. Діяльність Combat 18 в основному пов'язана з насильницькими діями, тому організація вороже ставиться до виборчої системи загалом. Через це 1993 року Сарджент вирішив відділитись від Британської національної партії.
З 1998 по 2000 десятки членів Combat 18 у Великій Британії були затримані в результаті так званих «світанкових рейдів», проведених поліцією. Ці рейди були частиною серії з кількох операцій, спланованих Скотленд-Ярдом у співпраці з MI5. У результаті цих дій було заарештовано Стіва Сарджента (брата Чарлі Сарджента), Девіда М'ятта та двох британських солдатів: Даррена Террона (Парашутно-десантний полк) й Карла Вільсона. Частину заарештованих згодом було засуджено до різних термінів ув'язнення.